# Airbus Helicopters H225M
Airbus Helicopters H225M (ранее известный как Eurocopter EC725 Caracal) — тактический транспортный военный вертолет дальнего радиуса действия, разработанный на базе Eurocopter AS532 Cougar для использования в военных целях. Это двухдвигательный вертолёт, способный перевозить до 28 военнослужащих и двух членов экипажа, в зависимости от конфигурации заказчика. Вертолет предназначен для перевозки войск, эвакуации раненых, а также для выполнения поисково-спасательных операций в боевых условиях и аналогичен гражданскому вертолету EC225 Super Puma.

## Разработка
EC725 был разработан для удовлетворения требований ВКС Франции к специализированному вертолету для проведения поисково-спасательных операций в условиях ведения боевых действий. Модель AS 532 A2 Cougar была испытана и отклонена для этой задачи после обширных испытаний в период с 1996 по 1999 год. Основными улучшениями, которые желали ВКС Франции, были более мощные двигатели, большая дальность полета и повышенная боевая живучесть. Для удовлетворения этих потребностей компания Eurocopter решила продолжить разработку более амбициозной версии AS 532, которая позже получила обозначение EC725. EC725 первоначально был назван Cougar Mk II+, однако, это название не было использовано. Новый вертолёт также имел новое боевое оборудование и автономную авионику, а также другие изменения, соответствующие его французской спецификации.
27 ноября 2000 года первый прототип EC725 совершил свой первый полет, поднявшись в воздух с летного поля завода Eurocopter в Мариньяне, а 15 января 2001 года состоялась первая публичная презентация нового вертолета. Параллельно с разработкой EC725 военного назначения компания Eurocopter также разработала гражданский аналог, получивший обозначение EC225. В последствии ВКС Франции заказали первые шесть EC725 для выполнения поисково-спасательных операций в условиях ведения боевых действий, первый из них был поставлен заказчику в феврале 2005 года. Последующий заказ на еще восемь EC725 для Вооруженных сил Франции был размещен в ноябре 2002 года. В 2004 году планировалось, что на вооружении ВКС Франции будет находиться общий парк вертолетов EC725 в количестве двадцати единиц.
К 2015 году вертолёт Eurocopter EC725 Caracal, переименованный в Airbus Helicopters H225M в следствие корпоративного ребрендинга, производился на двух отдельных производственных линиях во Франции и Бразилии. В июле 2015 года Airbus Helicopters объявила, что рассматривает возможность создания третьей сборочной линии в Индии, если компании удастся выиграть индийский тендер на поставку военно-морских вертолетов.

## Конструкция

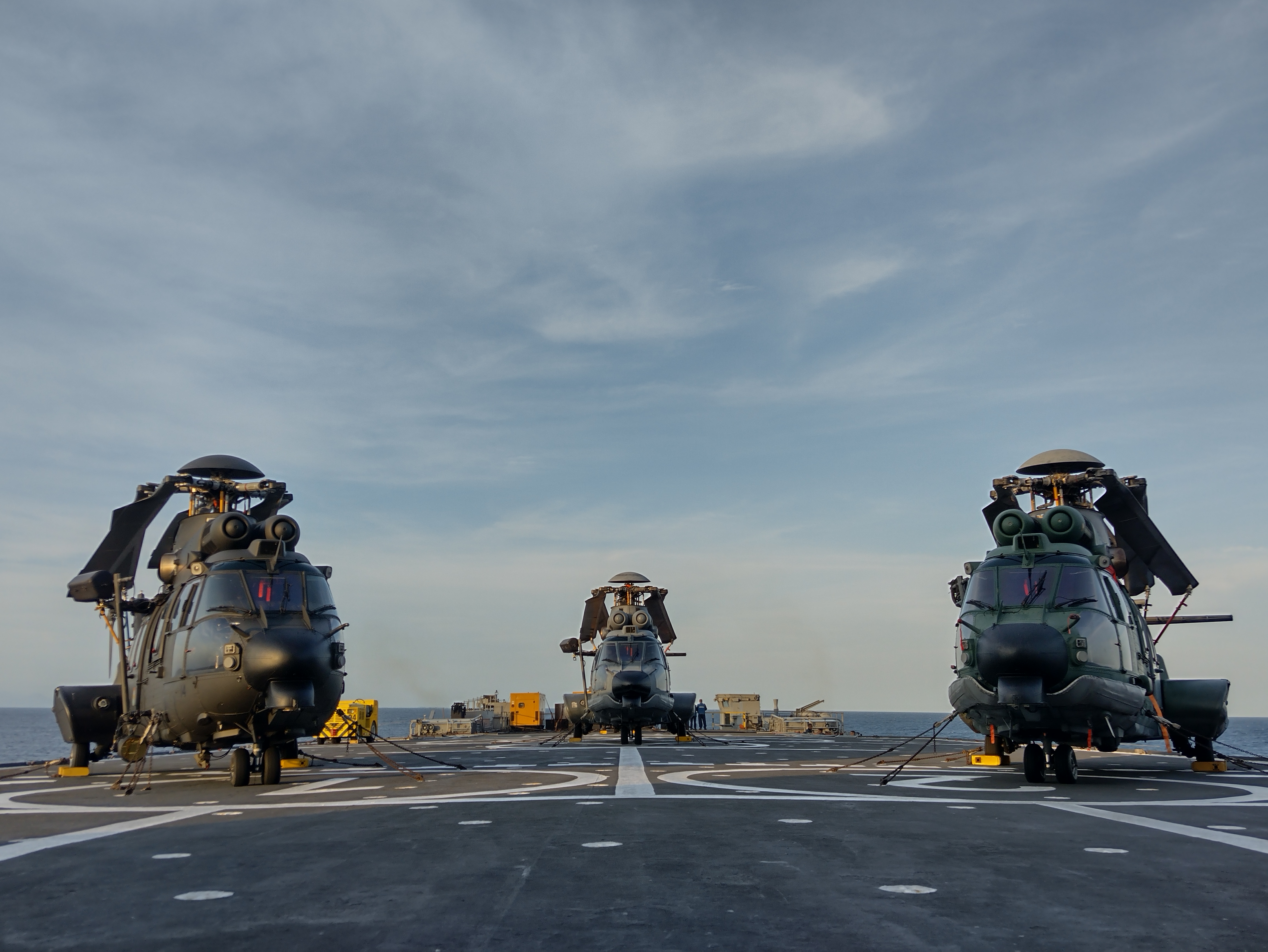
Три EC725 со сложенными лопастями несущих винтов на палубе десантного вертолетоносца Atlantico ВМС Бразилии в 2022 году

EC725 создан на базе Eurocopter AS 532 Cougar с многочисленными улучшениями в конструкции за счет применения пятилопастного несущего винта, изготовленного из композитных материалов с новой формой аэродинамического профиля лопастей для снижения уровня вибрации. Вертолет может быть оснащен съемной броней для защиты военнослужащих и оснащен двумя турбовальными двигателями Turbomeca Makila 1A4, установленными над кабиной, которые оснащены двухканальной электронно-цифровой системой управления двигателем (FADEC). Двигатели могут быть оснащены противообледенительной системой, позволяющей вертолёту работать в крайне холодном климате. Другие улучшения включают в себя усиленный редуктор несущего винта и полностью стеклянную кабину. Кабина оборудована интегрированной системой отображения с цифровой картой и жидкокристаллическим дисплеем с активной матрицей. Вертолет также оборудован заправочной штангой для осуществления дозаправки в воздухе при выполнении миссий, требующих полетов на дальние расстояния.
EC725 может быть оснащен различным вооружением, например парой 7,62-мм пулеметов FN MAG, устанавливаемых с каждой стороны, или парой 68-мм блоков неуправляемых авиационных ракет производства Thales Brandt или Forges de Zeebrugge, установленных сбоку, и вмещающих по 19 ракет каждый. Также возможна подвеска торпеды воздушного базирования MU90 Impact. Кроме того, комбинация автоматической пушки, блоков с неуправляемыми авиационными ракетами и ракет класса  Hellfire может быть установлена на «Каракал» при помощи универсальной системы вооружения HForce (GWS) и наведена на цели с помощью нашлемного прицела Thales Scorpion (HMSD) и электрооптического датчика Wescam. На «Каракалах» ВМС Бразилии может также быть установлена противокорабельная ракета Exocet для применения по надводным средствам противника. Бразильские вертолёты EC725 оснащены комплексом средств противодействия ракетным угрозам производства Helibras, который включает в себя блоки с дипольными отражателями и тепловыми ловушками, сбивающие с толку  ракеты с тепловым и инфракрасным наведением соответственно. Компания Thales также выпустила аналогичные системы самозащиты для оснащения EC725 Вооруженных сил Франции.
Компания Eurocopter разработала для этого вертолёта четыре основные конфигурации кабины. В версии Troop Transport помимо экипажа могут разместиться максимум 29 военнослужащих. Специальная версия VIP-транспорта рассчитана на размещение от 8 до 12 пассажиров. Версия для эвакуации раненых может вмещать до 12 носилок и 4 места для медицинских работников. Конфигурация Combat SAR полностью оборудована для выполнения поисково-спасательных задач в боевых условиях. По данным Airbus Helicopters, H225M способен выполнять различные задачи, такие как  поисково-спасательные операции в условиях ведения боевых действий, перевозка десанта на дальние расстояния, медицинские и эвакуационные миссии, логистическая поддержка войск и морские операции с бортов боевых кораблей. Вертолет приспособлен к выполнению задач в дневное и ночное время с помощью поискового радара, инфракрасной камеры переднего обзора и оптико-электронной системы наблюдения, что позволяет EC725 выполнять полеты в сложных метеорологических условиях и условиях полетов по приборам.

## История службы

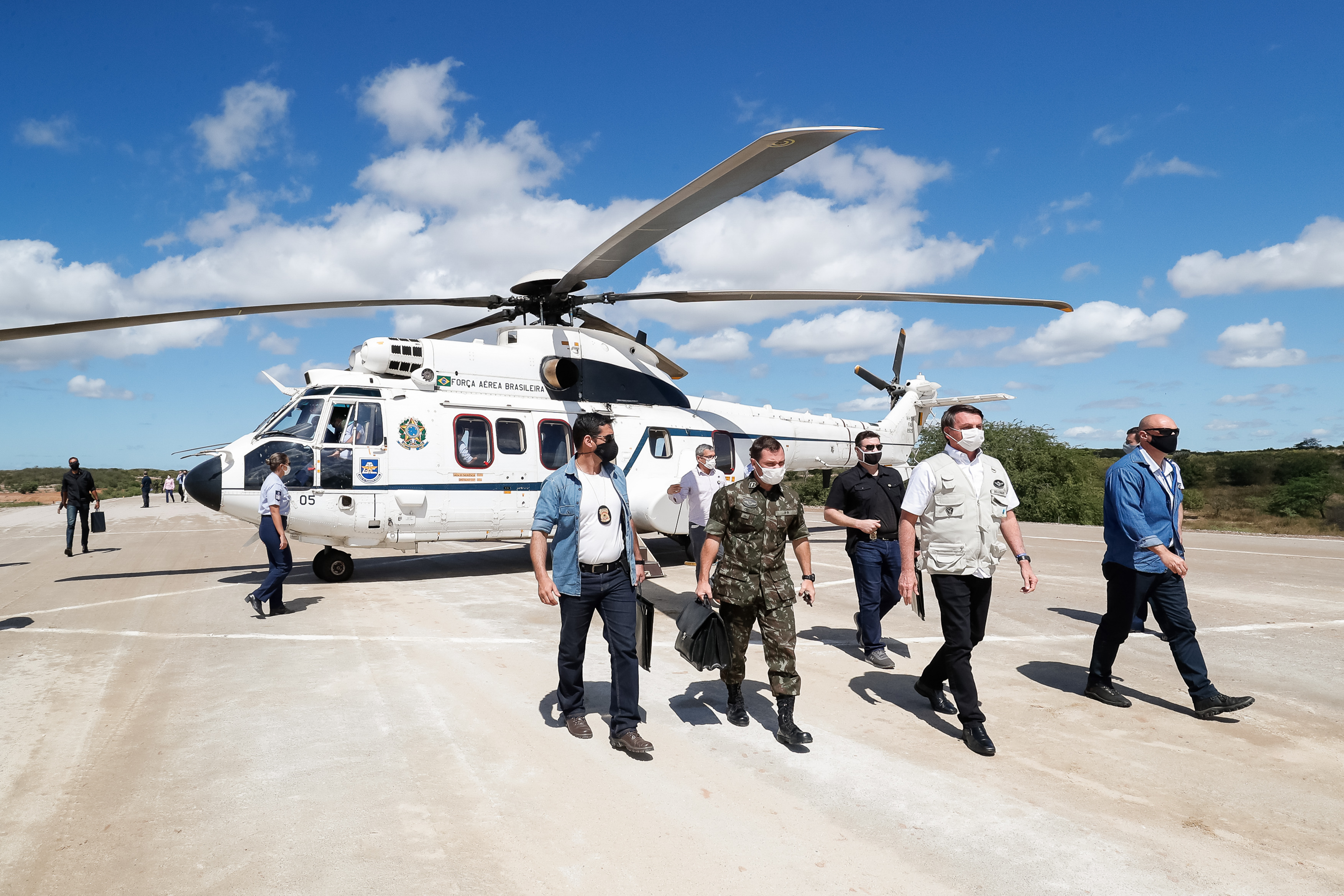
Президент Бразилии Жаир Болсонару (в центре) на фоне H225M Бразильских ВВС

Менее чем через шесть недель после официального ввода в эксплуатацию три вертолета EC725 французских ВКС были отправлены на Кипр для эвакуации гражданского населения из Ливана во время операции «Балиста» летом 2006 года. За 69 дней нахождения трех вертолетов в регионе EC725 перевезли около 1000 человек в 93 полётах. В декабре 2006 года ВКС Франции начали использовать EC725 в войне в Афганистане для поддержки коалиционных сил, действующих в регионе. «Каракалы», находящиеся на афганском театре военных действий базировались в международном аэропорту Кабула. В 2013 году французские EC725 прошли модернизацию, заключающуюся в установке новой инфракрасной камеры переднего обзора производства SAGEM, новые дверные пулеметы производства Nexter, а также модернизацию электронно-цифровой системы управления двигателем для работы при низких температурах, и позволившую снизить требования к техническому обслуживанию вертолёта.
В 2008 году правительство Бразилии объявило, что завод компании Helibras в Итажубе, штат Минас-Жерайс, произведет первые 50 вертолётов EC725 в рамках заказа на сумму 1 миллиард долларов для авиации ВМС Бразилии, ВВС Бразилии  и авиационного командования армии Бразилии.
К декабрю 2010 года три вертолета, собранные в Бразилии, проходили летные испытания перед поступлением на военную службу. В 2012 году Helibras приступил к сборке остальной части заказа. В апреле 2014 года Helibras и европейски производитель ракетной техники MBDA находились в процессе интеграции с вертолётом противокорабельной ракеты Exocet, 50% компонентов которой должно быть произведено в Бразилии. 19 июня 2014 года ВМС Бразилии официально приняли на вооружение первый EC725. К июлю 2015 года вооруженные силы Бразилии получили 16 H225M, тогда же сообщалось, что поставки продолжатся до 2019 года. К 1 октября 2015 года парк самолетов H225M в Бразилии налетал 10 000 часов. В декабре 2015 года компания Helibras поставила бразильским военным первую пару H225M, которая была поставлена в соответствии со стандартом полной оперативной готовности Вооруженных сил Бразилии.
В марте 2009 года Мексика стала вторым экспортным покупателем этого вертолёта, когда Секретариат национальной обороны разместил заказ на шесть единиц EC725 для служб правопорядка и выполнения транспортных задач. Вторая партия из шести вертолётов была заказана в сентябре 2010 года. 30 апреля 2015 года вертолёт EC725 ВВС Мексики совершил вынужденную посадку после того, как рулевой винт был поражен из гранатомета, в результате чего шесть солдат погибли и 12 были ранены во время операции «Халиско» - скоординированных действий правительственных сил по борьбе с  наркокартелем Нового поколения Халиско (CJNG) в штатах Халиско и Колима. Сообщалось также, что в мае 2015 года Мексика вела переговоры о покупке дополнительных 50 вертолётов H225M.

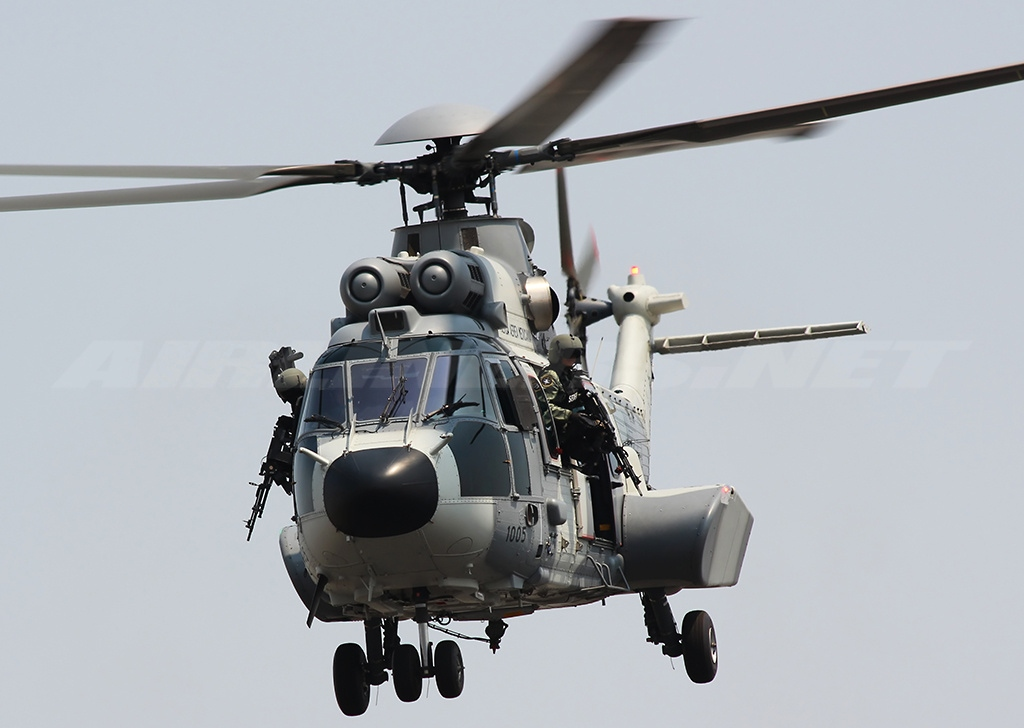
EC725 Военно-воздушных сил Мексики

В апреле 2009 года Малайзия разместила заказ на 12 вертолётов EC725 «Каракал» в поисково-спасательной конфигурации для замены устаревшего флота своих Sikorsky SH-3 Sea King. В 2014 году, после исчезновения самолёта рейса 370 Malaysia Airlines, Королевские ВВС Малайзии задействовали свои EC725 для поиска пропавшего самолета совместно с военно-транспортными C-130 Hercules в районе Южно-Китайского моря и Малаккского пролива. После землетрясения в штате Сабах в 2015 году несколько вертолётов EC725 Королевских ВВС Малайзии были отправлены в окрестности горы Кинабалу для спасения застрявших альпинистов и возвращения тел погибших. В рамках вертолетного контракта на поставку Малайзии EC725 было подписано 13 проектов в области двустороннего стратегического сотрудничества. В их числе: интеграция малайзийской промышленности в глобальную поставочную цепочку Eurocopter, создание совместных предприятий с малайзийскими компаниями для проведения технического обслуживания и ремонта авиационной техники, создание регионального учебного центра с комплексным пилотажным тренажером для подготовки летчиков для вертолетов EC725/EC225, а также ряд других совместных проектов.
В мае 2012 года правительство Казахстана и компания Eurocopter подписали соглашение о намерениях приобрести 20 вертолетов Eurocopter EC725. Вертолеты будут собираться в Казахстане и использоваться Министерством обороны в различных операциях. По сообщению пресс-службы Eurocopter, помимо вертолетов ЕС725 Казахстан также приобретает по рамочному контракту 45 вертолетов Eurocopter EC145, которые будут собираться в Астане на совместном предприятии Eurocopter Kazakhstan Engineering, равные доли в 50% в котором принадлежат компании Eurocopter и Kazakhstan Engineering.
21 апреля 2015 года Польша объявила о планах по заказу 50 единиц H225M для замены своего парка вертолётов Ми-8 и Ми-14. В случае подписания контракт должен включать закупку 16 транспортных, 13  поисково-спасательных, 8 противолодочных вертолетов, восьми вертолетов для войск специального назначения и пяти вертолетов медицинской эвакуации, которые будут собираться в Польше. В мае 2015 года H225M прошел государственные испытания, которые были проведены на 33-й авиабазе ВВС Польши в течение двух недель. Однако, в 2016 году, по сообщению газеты «Наш дзенник», правительство отказывается от договора по многоцелевым французским вертолетам. "Переговоры по сделке с Airbus зашли в тупик. Это грозит разрывом контракта на поставку 50 многоцелевых вертолетов для польской армии", - указало издание. Планировалось, что министерство обороны Польши приобретет 50 военных вертолетов «Каракал» производства французско-германского концерна Airbus Helicopters. Это решение было принято прежним правительством республики от партии «Гражданская платформа». Общая стоимость сделки оценивалась в 13,3 млрд злотых (около $3,3 млрд). Однако пришедшая к власти осенью прошлого года партия «Закон и справедливость» раскритиковала этот проект, так как он обходил стороной польских производителей, в частности, заводы в Мельце и Свиднике. По словам бывшего президента Польши Александра Квасьневского, покупка H225M была частью джентльменского соглашения, согласно которому Франция отменила предстоящую продажу России двух десантных кораблей класса Mistral.

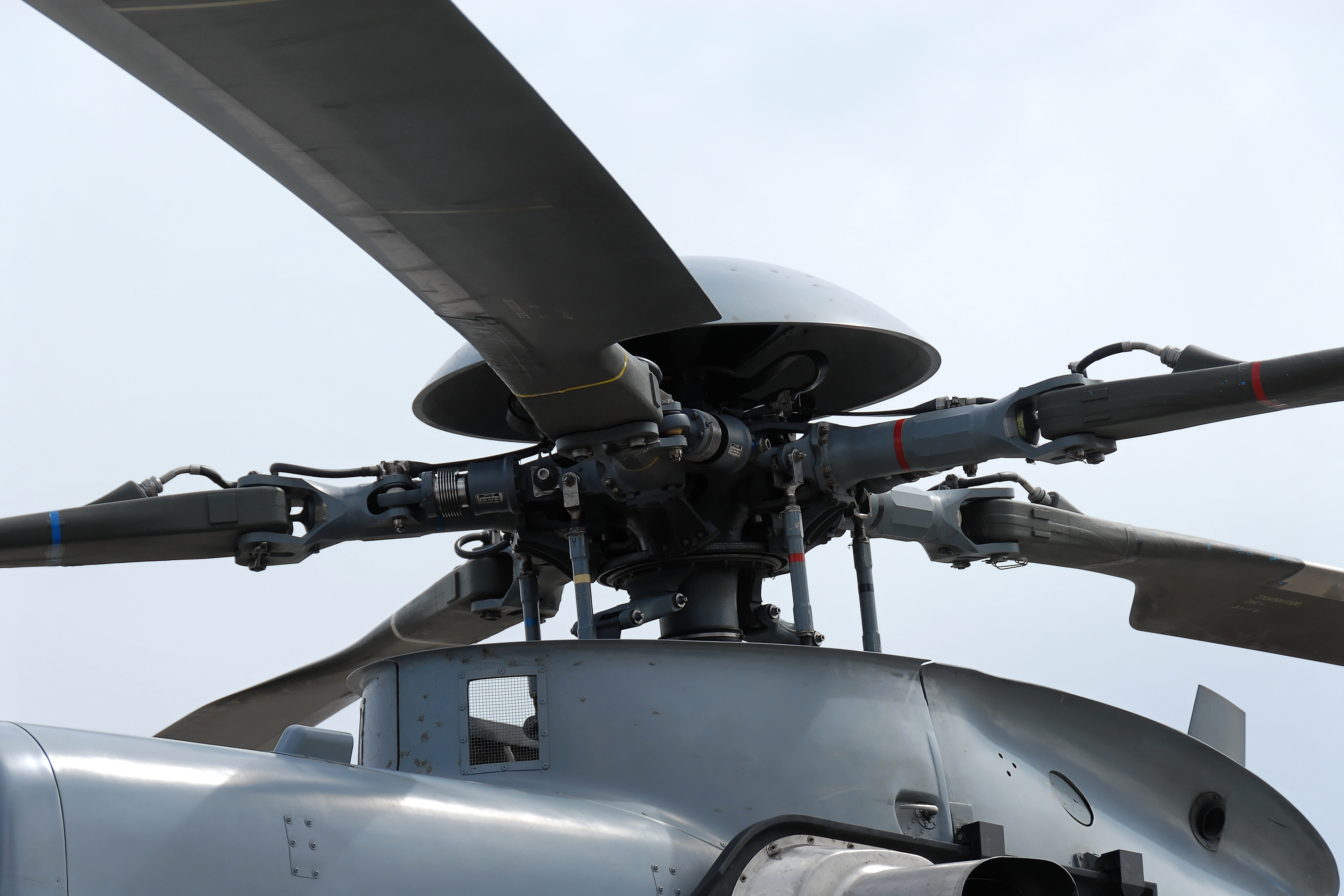
Главный редуктор несущего винта «Каракала»

В августе 2016 года министерство обороны Кувейта и Airbus Helicopters подписали контракт на сумму 1 миллиард долларов на поставку 30 вертолетов H225M. 24 из них предназначены для ВВС Кувейта и шесть для Национальной гвардии Кувейта, все они будут иметь возможность применения противокорабельных ракет. Однако в январе 2019 года министр обороны Кувейта Насер Сабах аль-Ахмад аль-Сабах объявил, что создаст комbиссию по расследованию закупок этих вертолетов на предмет возможных финансовых нарушений.
7 ноября 2016 года власти Сингапура объявили, что H225M заменит существующие модели вертолётов «Супер Пума», которые находились в эксплуатации с 1983 года, после тщательной оценки. Это позволит ВВС Республики Сингапур удовлетворять свои требования к широкому спектру операций, включая операции по поиску и спасению, авиационной медицинской эвакуации, а также доставку гуманитарных грузов и помощь в ликвидации последствий стихийных бедствий, более эффективно и с меньшими затратами на техническое обслуживание.
3 декабря 2021 года Объединенные Арабские Эмираты заказали 12 вертолетов «Каракал». Первые поставки этой техники должны начаться в 2027 году.
5 июня 2023 года Королевские ВВС Нидерландов объявили о замене имеющихся у них вертолетов Airbus Helicopters H215M на 14 вертолетов H225M. Вертолеты будут использоваться для поддержки сил специальных операций.

## Тактико-технические характеристики
Источник данных: Jane's , Eurocopter (англ.)

Технические характеристики
- Экипаж: 1-2 человека
- Пассажировместимость: до 29 солдат
- Грузоподъёмность: 5 555 кг
- Длина: 19,5 м
- Длина фюзеляжа: 16,79 м (с хвостовым винтом)
- Диаметр несущего винта: 16,2 м
- Диаметр рулевого винта: 3,15 м
- Максимальная ширина фюзеляжа: 2,0 м
- Высота: 4,97 м (с хвостовым винтом)
- Площадь, ометаемая несущим винтом: 206,12 м²
- База шасси: 5,25 м
- Колея шасси: 3,0 м
- Масса пустого: 5 445 кг
- Максимальная взлётная масса: 11 000 кг
  - с подвесным грузом: 11 200 кг
- Силовая установка: 2 × турбовальных Turbomeca Makila 2A
- Мощность двигателей: 2 × 2 101 л.с. (2 × 1 567 кВт[42])Габариты грузовой кабины
- Длина: 7,87 м
- Ширина: 1,8 м
- Высота: 1,45 м
- Полезный объём: 15,0 м³

Лётные характеристики
- Максимально допустимая скорость: 315 км/ч
- Крейсерская скорость: 296 км/ч
- Боевой радиус:  
  - при переброске 19 солдат (110 кг): 463 км
  - при поиске в течение 30 мин. над районом моря и запасом топлива на 30 мин. полёта: 389 км
- Практическая дальность: 1 450 км (без дополнительных баков)
- Перегоночная дальность: 1 852 км
- Продолжительность полёта: 6,5 часов
- Нагрузка на диск: 53,4 кг/м² (при максимальной взлётной массе)
- Тяговооружённость: 285 Вт/кг (при максимальной взлётной массе без подвески)

Вооружение
- Стрелково-пушечное:  
  - 2 × 20 мм пушки 180 сн. на ствол и/или
  - 2 × 7,69 мм пулемёта 1000 пат. на ствол
- Неуправляемые ракеты: 2 × 19 × 68 мм ракет

## Боевое применение
- Война в Афганистане (с 2001)[43][44]
- Интервенция в Ливии[43]

## На вооружении
Бразилия — в 2008 году заказано 50 EC725 на общую сумму €1,85 млрд. Вертолёты будут собираться в Бразилии по лицензии.. В Бразилии вертолёт получил обозначение UH-15A Super Cougar.
- ВВС Бразилии
- Армия Бразилии
- ВМФ Бразилии

 Франция

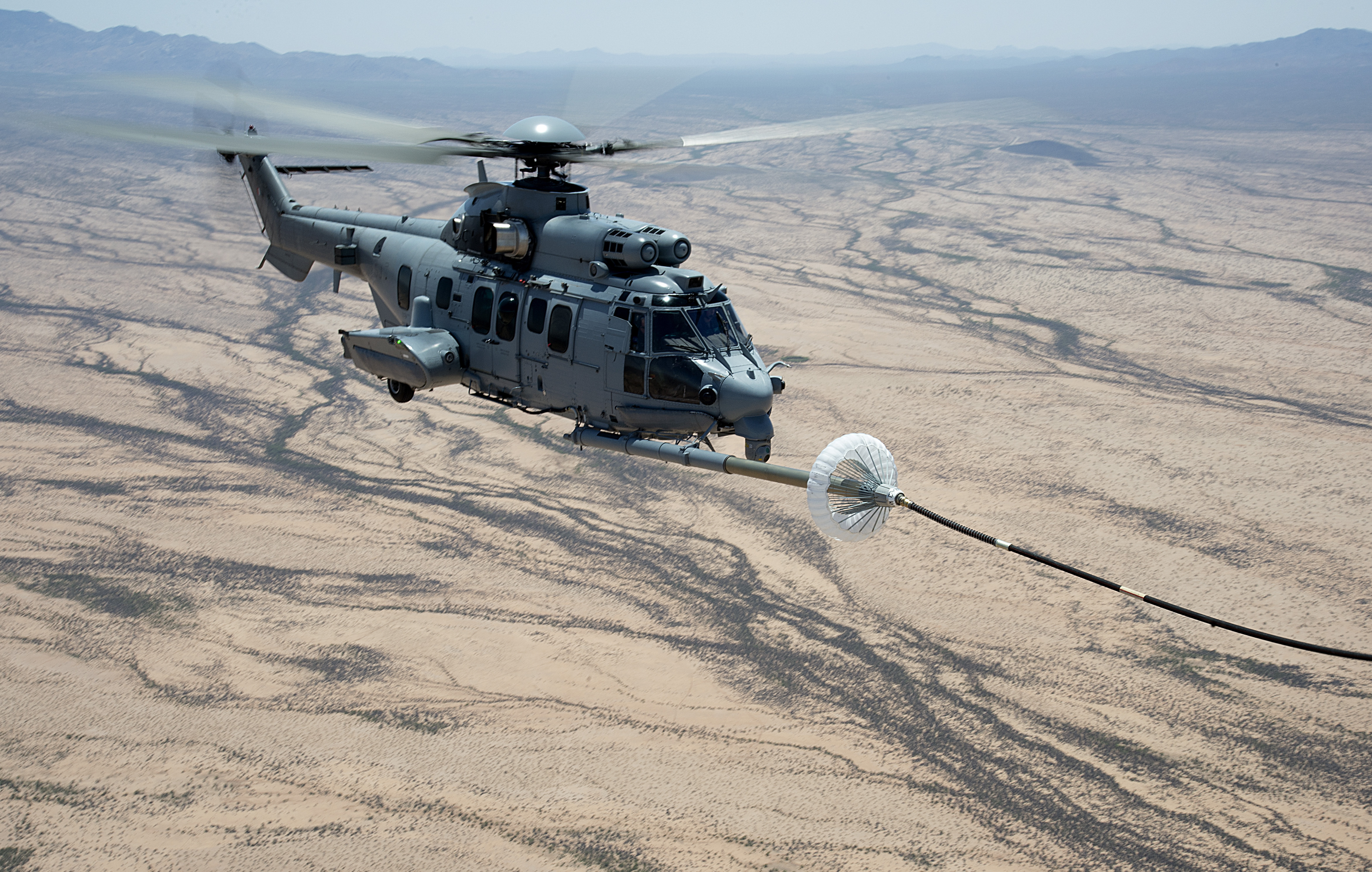
Дозаправка в воздухе вертолёта EC725 ВКС Франции

- Дозаправка в воздухе вертолёта EC725 ВКС ФранцииВВС Франции — 11 H225M Caracal, 2 H225 по состоянию на 2024 год[47].
- Армия Франции — 8 H225M Caracal по состоянию на 2024 год[48].

 Казахстан — в мае 2012 года заказано 20 EC725. Вертолёты будут собираться в Казахстане.
- ВВС Казахстана

 Индонезия — в апреле 2012 года заказано 6 EC725. Вертолёты будут поставлены к 2014 году.
- ВВС Индонезии

 Таиланд — заказано 4 EC725 на общую сумму $128 млн, по состоянию на сентябрь 2012 года. Поставка вертолётов должна завершится в течение 30-и месяцев.
- ВВС Таиланда

 Малайзия — в октябре 2008 года заказано 12 EC725 (8 единиц для ВВС и 4 для ВМС) на общую сумму $600 млн. Начало поставок запланировано на 2012 год.
- ВВС Малайзии
- ВМС Малайзии

 Китай — 3 боевых единицы 
- ВВС КНР

 Мексика — заказано 12 EC725 (6 единиц заказано в марте 2009 года и еще 6 в сентябре 2010 года)
- ВВС Мексики — 2 EC725, по состоянию на 2012 год[54]

 Кувейт — заказано 30 EC725 (август 2016 г.).  Поставки техники начнутся в январе 2019 года.
 Узбекистан - на вооружении 8 H225M Caracal по состоянию на 2022 год